# Madras (Oregon)
Madras is een plaats (city) in de Amerikaanse staat Oregon, en valt bestuurlijk gezien onder Jefferson County.

## Demografie
Bij de volkstelling in 2000 werd het aantal inwoners vastgesteld op 5078. In 2006 is het aantal inwoners door het United States Census Bureau geschat op 5296, een stijging van 218 (4,3%).

## Geografie
Volgens het United States Census Bureau beslaat de plaats een oppervlakte van 5,7 km², geheel bestaande uit land.

## Plaatsen in de nabije omgeving
De onderstaande figuur toont nabijgelegen plaatsen in een straal van 36 km rond Madras.